# ОШ „Милан Благојевић” Лучани
ОШ Милан Благојевић је основна школа смештена у Лучанима.

## Историјат
У Лучанима је 2. децембра 1899. почела са радом прва зграда Основне школе у Лучанима. Уписано је 76 ученика у први и 5 ученика у други разред. Први учитељ био је Милан Глигоријевић из Ариља. Прва школска зграда имала је две учионице, канцеларију и просторије за становање учитеља. Данашња зграда Основне школе направљена је 1953. године, а проширена 1978. године.У оквиру школе има и 4 издвојена одељења : Марковица, Крстац, Пухово и Доња Краварица.

## Кабинети
Настава се реализује у 19 учионица са намештајем, прилагођених за одвијање наставе из појединих предмета, мултимедијалној учионици и у 3 кабинета: Кабинет за информатику, Кабинет за хемију и биологију,Кабинет за техничко образовање. Стари и нови део школе спојени су великим холом, који се користи и за излагање ученичких радова.
Одмах поред хола налази се учионица, која је прилагођена за извођење верске наставе, а и користи је одељење специјалне школе.

## Библиотека
Школа поседује библиотеку са читаоницом намењену ученицима и наставницима. У свом фонду има 11508 књига од чега 10271 у ученичком и 1237 у наставничком фонду. У издвојеним одељењима има укупно 4469 књига.